# Frankliniella breviseta
Frankliniella breviseta är en insektsart som beskrevs av Dudley Moulton 1948. Frankliniella breviseta ingår i släktet Frankliniella och familjen smaltripsar. Inga underarter finns listade i Catalogue of Life.